# مطلوبات (محاسبة مالية)
في المحاسبة المالية، تعرَّف المطلوبات بأنها التضحيات المستقبلية للمنافع الاقتصادية التي يلتزم الكيان بتقديمها لكيانات أخرى نتيجة للمعاملات السابقة أو الأحداث الماضية  والتي قد تؤدي تسويتها إلى النقل أو الاستخدام من الأصول أو تقديم الخدمات أو أي عائد آخر للمنافع الاقتصادية في المستقبل.
يتم تحديد مطلوبات بالخصائص التالية:
- أي نوع من الاقتراض من الأشخاص أو البنوك لتحسين دخل تجاري أو شخصي يتم دفعه خلال فترة قصيرة أو طويلة؛
- واجب أو مسؤولية تجاه الآخرين تستلزم التسوية عن طريق النقل أو الاستخدام المستقبلي للأصول، أو تقديم الخدمات، أو أي معاملة أخرى تحقق منفعة اقتصادية، في تاريخ محدد أو يمكن تحديده، عند وقوع حدث معين، أو عند الطلب؛
- واجب أو مسؤولية تُلزم الكيان تجاه شخص آخر، مما يترك له سلطة تقديرية قليلة أو معدومة لتجنب التسوية؛ و،
- معاملة أو حدث يُلزم الكيان الذي حدث بالفعل

لا يلزم أن تكون مطلوباتات في المحاسبة المالية قابلة للتنفيذ قانونًا؛ ولكن يمكن أن تستند إلى التزامات منصفة أو التزامات ضمنية. مطلوبات العادل هو واجب قائم على الاعتبارات الأخلاقية أو الأخلاقية. مطلوبات الضمني هو التزام ضمني من خلال مجموعة من الظروف في حالة معينة، على عكس مطلوبات المستند إلى العقد.
تتعلق المعادلة المحاسبية بالأصول والمطلوبات وحقوق الملكية:
الأصول = مطلوباتات + حقوق المالكين
المعادلة المحاسبية هي الهيكل الرياضي للميزانية العمومية.
ربما يكون التعريف المحاسبي الأكثر قبولًا للمسؤولية هو الذي يستخدمه مجلس معايير المحاسبة الدولية (IASB). فيما يلي اقتباس من المعايير الدولية لإعداد التقارير المالية إطار العمل:
تختلف اللوائح المتعلقة بالاعتراف بالخصوم في جميع أنحاء العالم، ولكنها تشبه إلى حد كبير تلك الخاصة بمجلس معايير المحاسبة الدولية (IASB).
تتضمن أمثلة أنواع مطلوباتات ما يلي: الأموال المستحقة على قرض، أو الأموال المستحقة على رهن عقاري، أو سند ضمان.

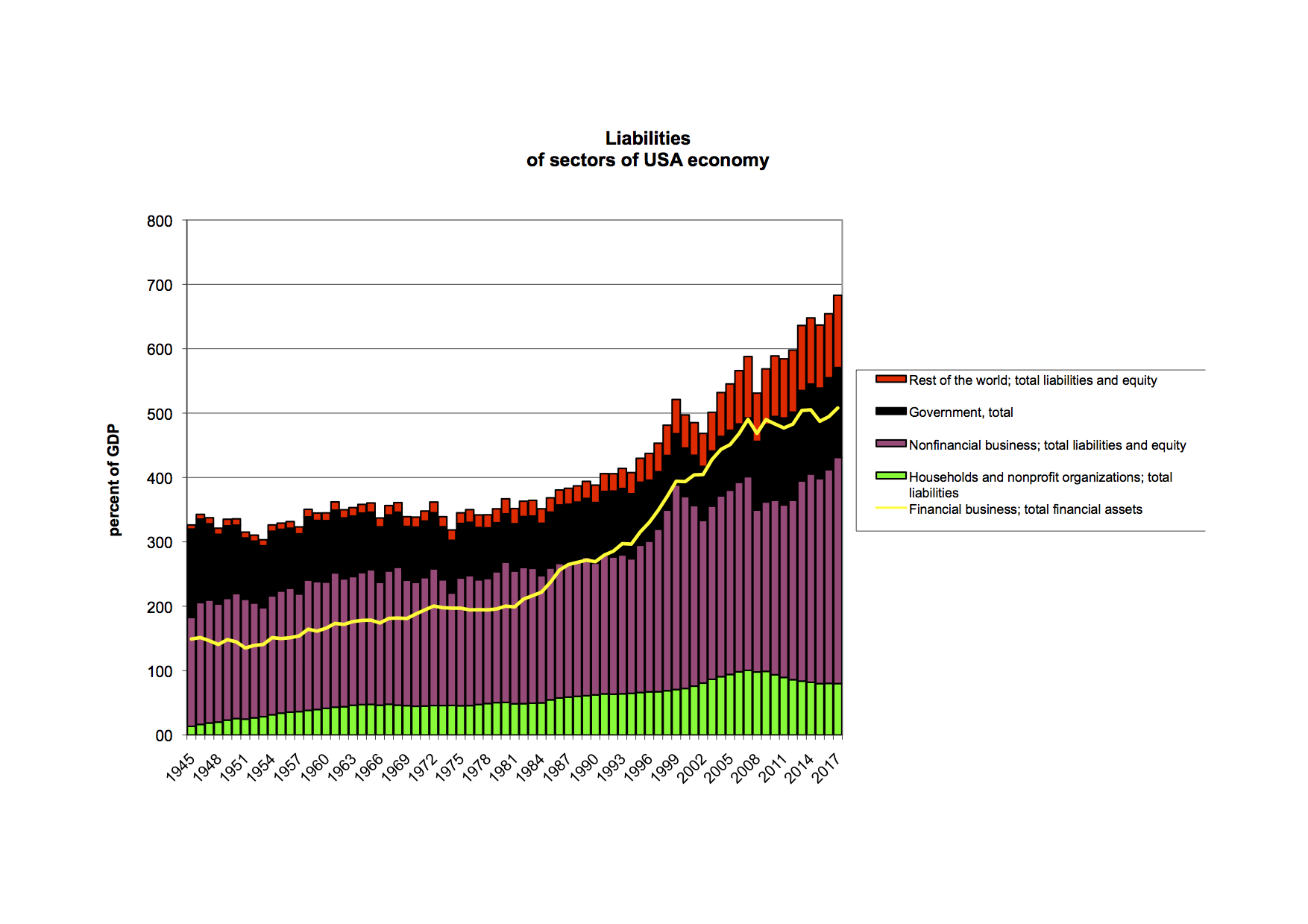
مسؤولو قطاعات الاقتصاد الأمريكي، 1945-2017، استنادًا إلى إحصاءات تدفق الأموال لنظام الاحتياطي الفيدرالي.

المطلوبات هي ديون والتزامات الشركة التي تمثلها كمطالبة الدائن على الأصول التجارية.

## تصنيف
يتم تسجيل الخصوم في الميزانية العمومية وعادة ما يتم تقسيمها إلى فئتين:
- المطلوبات المتداولة - هذه المطلوبات من المتوقع بشكل معقول أن يتم تصفيتها في غضون عام. وهي تشمل عادةً الذمم الدائنة مثل الأجور والحسابات والضرائب والحسابات الدائنة والإيرادات غير المكتسبة عند تعديل المدخلات وأجزاء من السندات طويلة الأجل التي يتعين دفعها هذا العام ومطلوباتات قصيرة الأجل (على سبيل المثال من شراء المعدات). المطلوبات المتداولة هي مطلوباتات التي من المتوقع بشكل معقول أن تتطلب تصفيتها استخدام الأصول المتداولة، أو إنشاء خصوم متداولة أخرى، أو توفير الخدمات في غضون العام المقبل أو دورة التشغيل، أيهما أطول.
- المطلوبات طويلة الأجل - من المتوقع بشكل معقول عدم تصفية هذه المطلوبات خلال عام. وهي تشمل عادة السندات طويلة الأجل الصادرة، وأوراق الدفع، وعقود الإيجار طويلة الأجل، والتزامات المعاشات التقاعدية، وضمانات المنتج طويلة الأجل.

تسمى مطلوباتات ذات القيمة أو التوقيت غير المؤكدين بالمخصصات.

## مثال
عندما تودع الشركة نقدًا لدى أحد البنوك، يسجل البنك التزامًا في ميزانيته العمومية، مما يمثل مطلوبات بسداد المودع، عادةً عند الطلب. في نفس الوقت، وفقًا لمبدأ القيد المزدوج، يسجل البنك النقد نفسه كأصل. من ناحية أخرى، تسجل الشركة عند إيداع النقود لدى البنك انخفاضًا في السيولة النقدية وزيادة مقابلة في ودائعها المصرفية (أحد الأصول).

## الديون والائتمان
المدين إما يزيد الأصل أو يقلل من المسؤولية؛ الائتمان إما يقلل من الأصول أو يزيد من مطلوبات. وفقًا لمبدأ القيد المزدوج، تتوافق كل معاملة مالية مع كل من الخصم والائتمان.

### مثال
عندما يتم إيداع النقد في أحد البنوك، يُقال أن البنك «يقيد» حسابه النقدي، من جانب الأصول، و «يقيد» حساب الودائع، على جانب المطلوبات. في هذه الحالة، يقوم البنك بخصم أحد الأصول ويقيد التزام، مما يعني أن كلاهما يزيد.
عندما يتم سحب النقود من أحد البنوك، يحدث العكس: «يقيد» البنك حسابه النقدي و «يقيد» حساب الودائع الخاص به. في هذه الحالة، يقيد البنك أحد الأصول ويخصم التزامًا، مما يعني أن كلاهما ينخفض.